# Holzkapelle (Gschwendt)

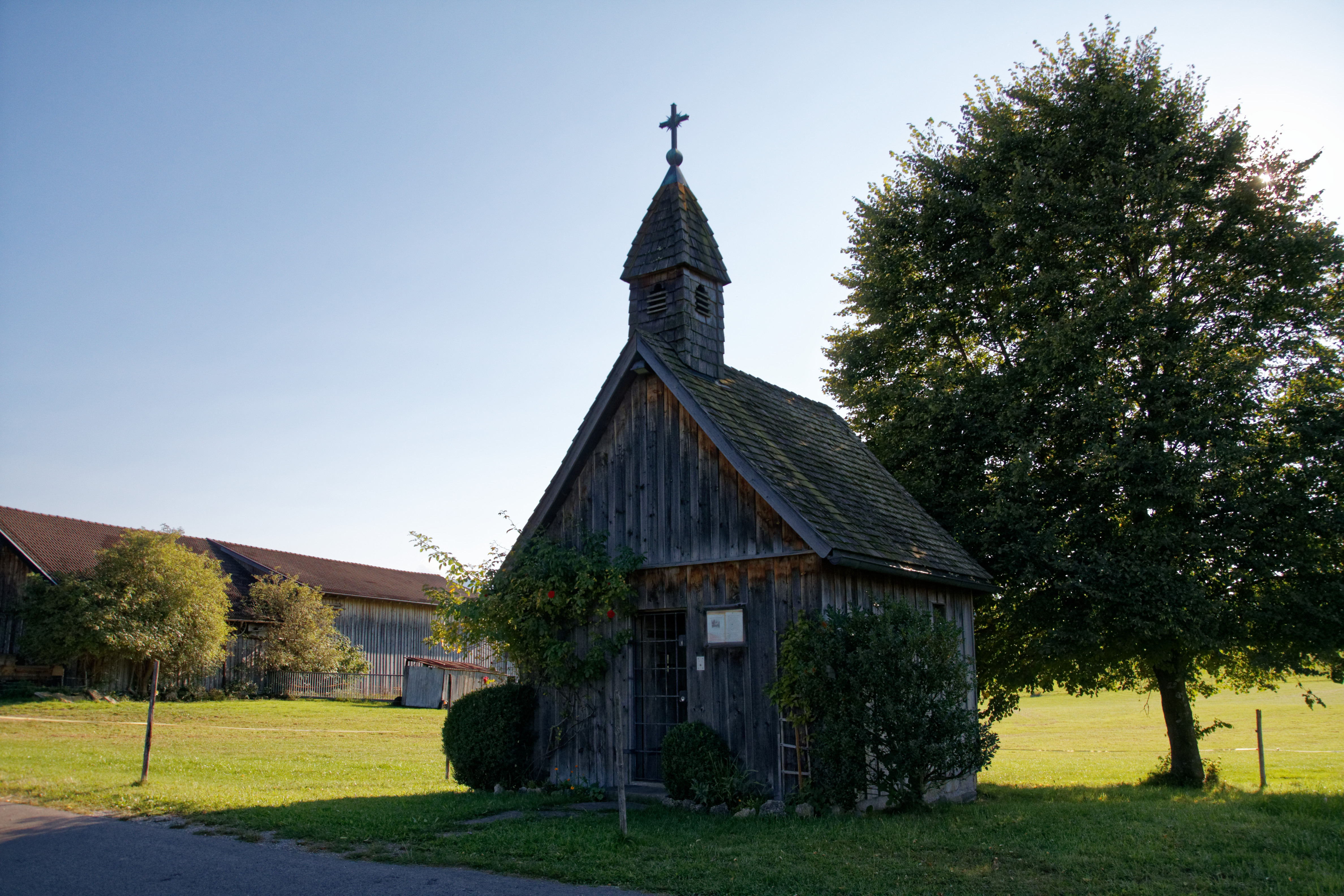
Äußeres der Holzkapelle in Gschwendt

Die Holzkapelle Gschwendt ist eine Kapelle im Ortsteil Gschwendt der oberbayerischen Gemeinde Bad Bayersoien. Das Bauwerk ist als Baudenkmal in die Bayerische Denkmalliste eingetragen.

## Beschreibung

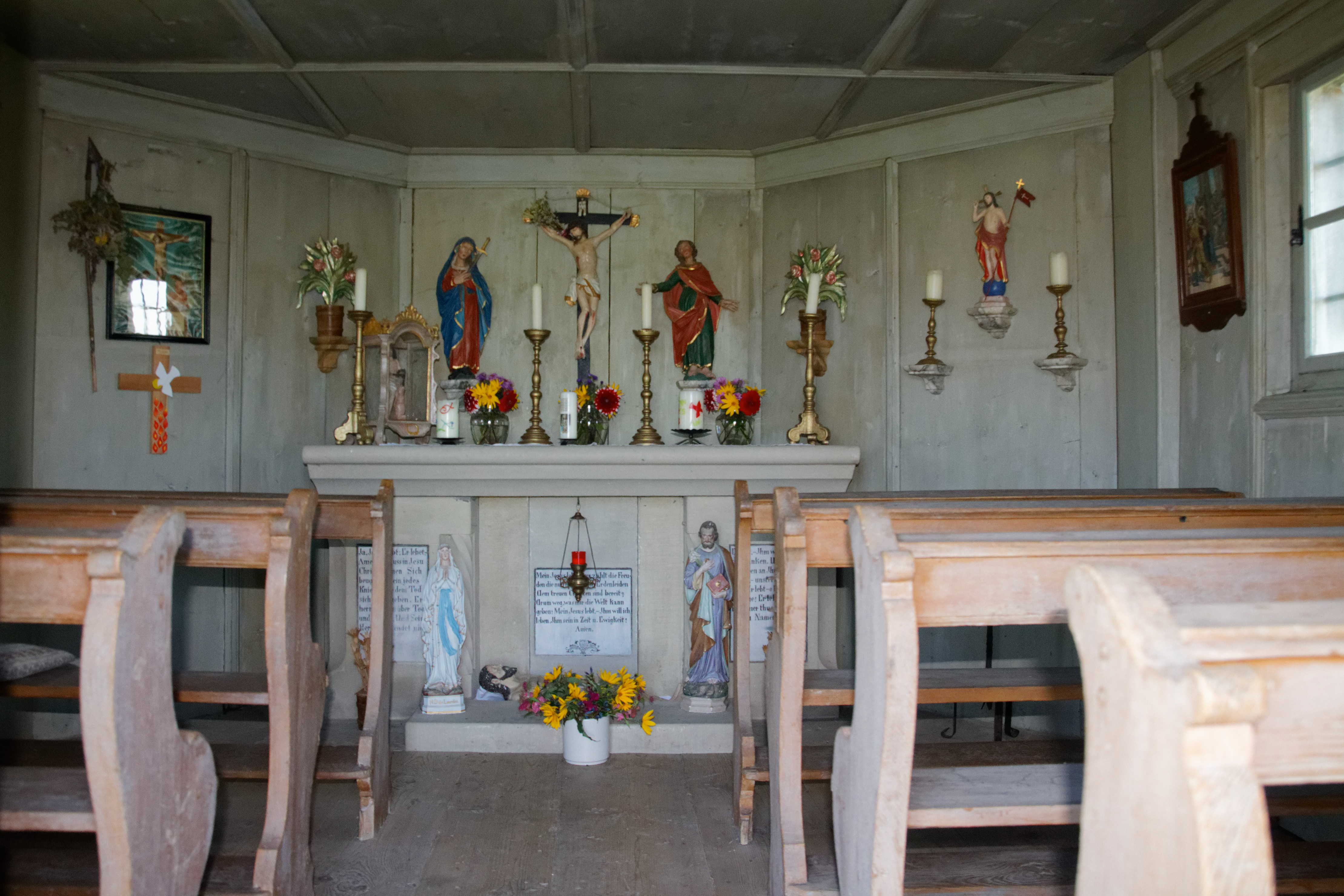
Inneres der Holzkapelle in Gschwendt

Die Kapelle liegt nördlich der Ortschaft Gschwendt an der Verbindungsstraße nach Eschelsbach. Sie wurde gegen Ende des 17. Jahrhunderts errichtet und zweimal versetzt, bevor sie an ihrem heutigen Standort zu stehen kam. Dort wurde sie 1990 als „Außenfelder Kapelle zum Kreuz und zur Auferstehung unseres Herrn“ geweiht.
Der Bau ist ganz aus Holz errichtet. Er hat einen Grundriss von etwa 3,5 × 5 Metern und an seiner Rückseite einen Dreiachtelschluss. Das mit Holzschindeln gedeckte Satteldach trägt an der der Straße zugewandten Eingangsseite einen ebenfalls mit Holzschindeln gedeckten Dachreiter.
Das Innere der Kapelle ist weiß gestrichen. An der Rückwand über dem Altar bildet ein von den Figuren von Maria und Johannes flankiertes Kruzifix eine Kreuzigungsgruppe. Die Vorderseite des Altars ist als Heiliges Grab gestaltet.